# Przymus nokautujący
Przymus nokautujący (ang. "knockout squeeze") to odmiana przymusu trójkolorowego, w którym jednym z kolorów jest kolor atutowy.
```
                       ♠ 2
                       
♥
 A W
                       
♦
 2
                       ♣ 2
             ♠ 9                  ♠ -
             
♥
 K D                
♥
 9 8
             
♦
 A K                
♦
 9
             ♣ -                  ♣ A 8
                       ♠ A K
                       
♥
 2
                       
♦
 D 3
                       ♣ -
```

Atu to piki i S potrzebuje wziąć jeszcze 4 lewy, gra z dziadka dwójkę trefl i przebija ją pikiem w ręce, W staje w przymusie:
- jeżeli zrzuci karo to rozgrywający wpuści go do ręki ostatnim karem, po dowolnym odwrocie wróci do ręki asem pik i zagra dobrą damę karo,
- jeżeli pozbędzie się kiera, to rozgrywający ściągnie ostatniego atuta i weźmie dwie lewy kierowe,
- jeżeli podbije pika swoim ostatnim atutem, to rozgrywający będzie mógł mu oddać jedno karo nie obawiając się połączenie atutów i przebije pozostałe karo w dziadku.